# میله (آلبرتا)
میله (به انگلیسی: Millet) یک منطقهٔ مسکونی در کانادا است که در آلبرتا واقع شده‌است. میله ۱٬۹۴۵ نفر جمعیت دارد و ۷۵۵ متر بالاتر از سطح دریا واقع شده‌است.